# Барруш, Жуан де
Жуа́н де Ба́рруш (порт. João de Barros, произношение: [ʒuˈɐ̃w̃ dɨ ˈbaʁuʃ]; 1496—1570) — португальский историк и писатель, названный позже «Португальским Ливием».
Литературная деятельность де Барруша является весьма разносторонней. Его вкладом в португальское народное образование и развитие литературного языка стали первая грамматика португальского языка (Gramática da Língua Portuguesa), и ряд диалогов морального содержания, которые могли использоваться в учебном процессе. Важным источником по истории эпохи Великих географических открытий является начатая им декалогия «Азия». Он также автор рыцарского романа «Хроника императора Кларимунду» (порт. Crónica do Imperador Clarimundo; 1522), якобы переведенный с венгерского и воспевающего легендарного предка тогдашних португальских королей.

## Биография
Точная дата и место рождения одного из наиболее выдающихся мировых историографов, прозванного португальским Титом Ливием, неизвестны. Его предки были знатного происхождения, получив фамилию Барруш от названия деревушки между реками Доуру и Минью недалеко от Браги. Воспитание и образование получил при дворе короля Мануэла I, к которому ещё в детстве был определён в качестве камердинера. Изучал древнегреческий и латынь, математику и географию, риторику и историю. Испытывал большую привязанность к сочинениям великих античных поэтов (Гомер, Антимах, Лукреций, Вергилий, Лукан), ораторов (Исократ, Демосфен, Цицерон, св. Августин) и историографов (Геродот, Ксенофонт, Юлий Цезарь, Саллюсций и Тит Ливий). С молодости лелеял желание стать писателем, предпочитая историю, что соответствовало его природным наклонностям. Впоследствии благодаря образованию, влечению и способностям к наукам его труды завоевали славу как образцы португальского красноречия.
Сочиняя свой первый труд, рыцарский роман, читал отрывки будущему королю Жуану III, которому по окончании публикации адресовал пролог. Завершив его к 1520 году, представил сочинение Мануэлу I. Впечатлённый успехом молодого начинающего автора, монарх задумал назначить его хронистом подвигов и первооткрытий португальцев в Индии. Но смерть короля воспрепятствовала воплощению того плана.
В 1520 или 1521 году Жуан де Барруш женился на Марии д’Алмейде. С 1525 по 1528 год по воле короля Жуана III исполнял обязанности казначея Дома Индии. В 1533 году был назначен на ответственную и прибыльную должность управляющего Дома Индии. Занимал эту должность до 1567 года, когда ушёл в отставку, получив от короля Себастьяна I ежегодную пенсию 1 000 крузаду.

Буквы алфавита из грамматики де Барруша (1539)
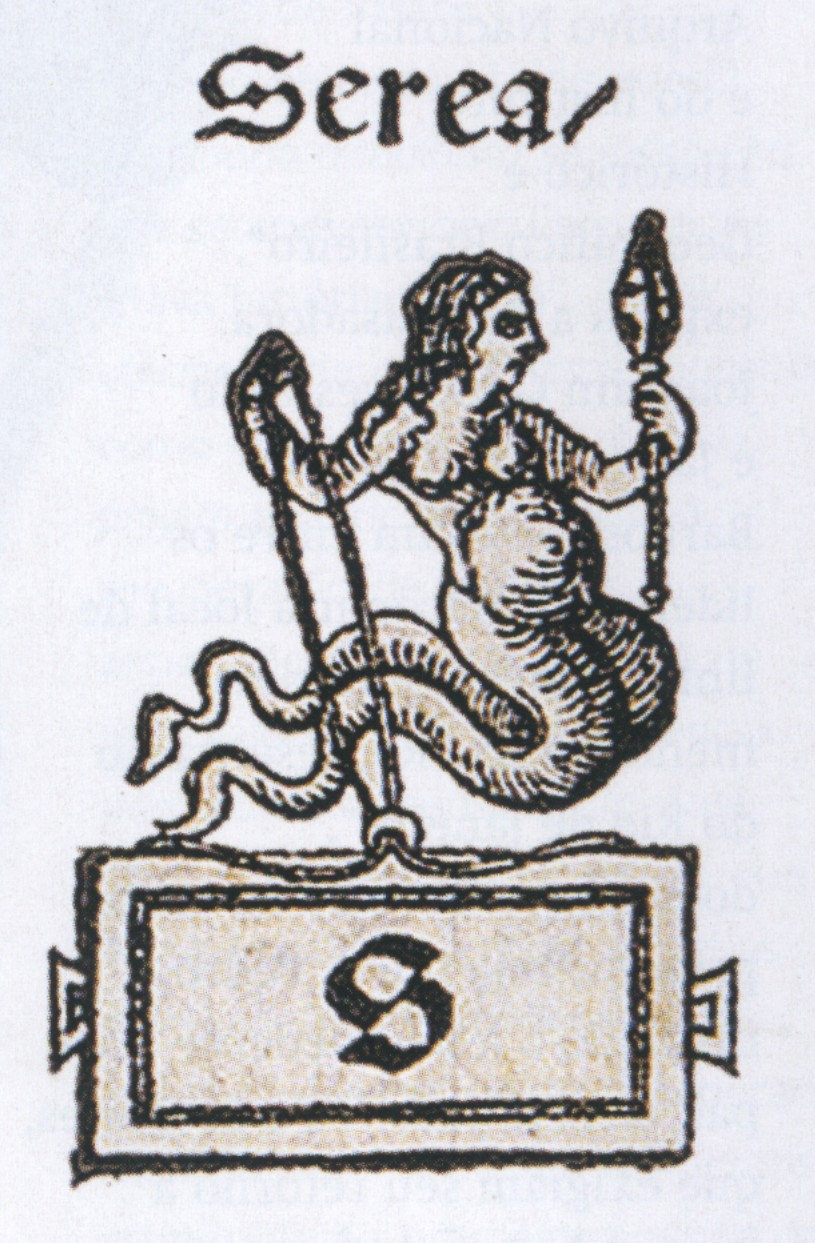
Буква S, "Serea"
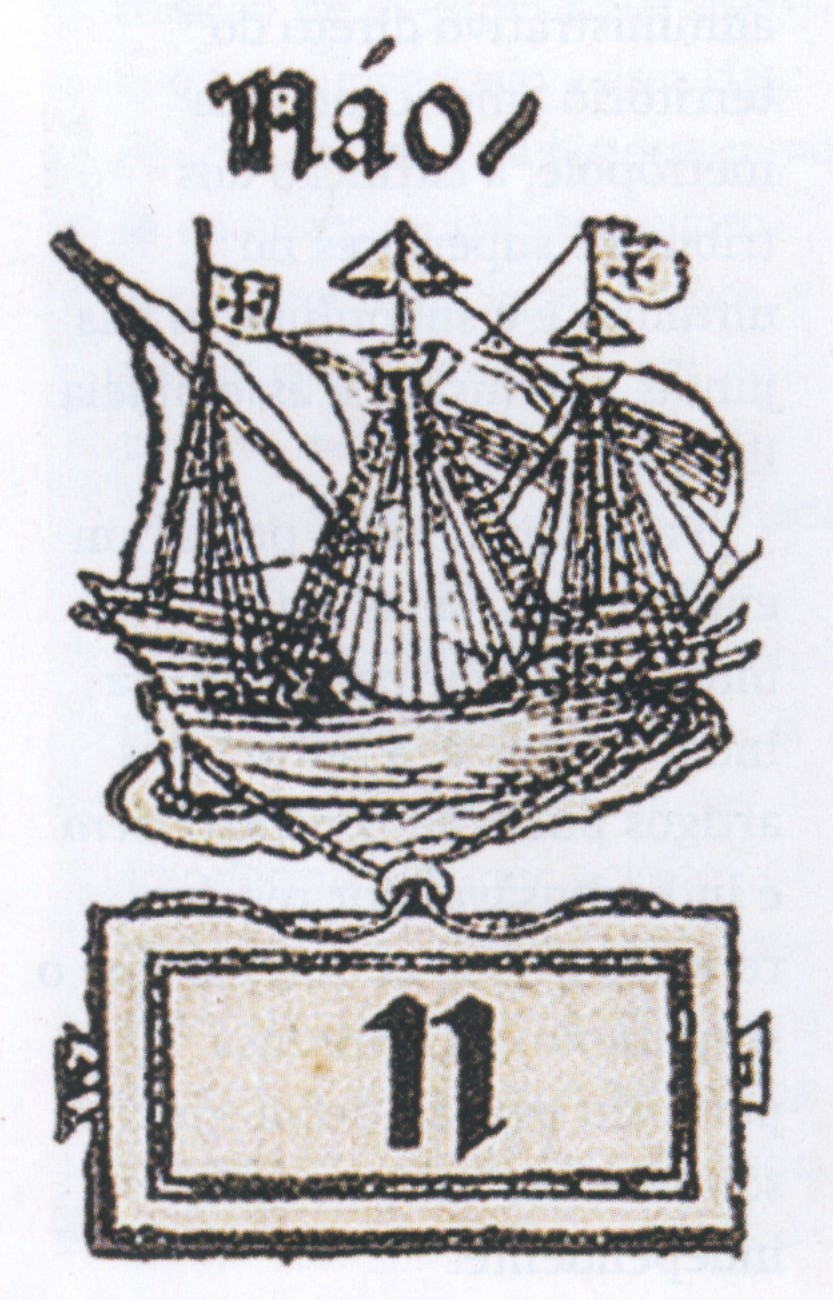
Буква N, "Náo"
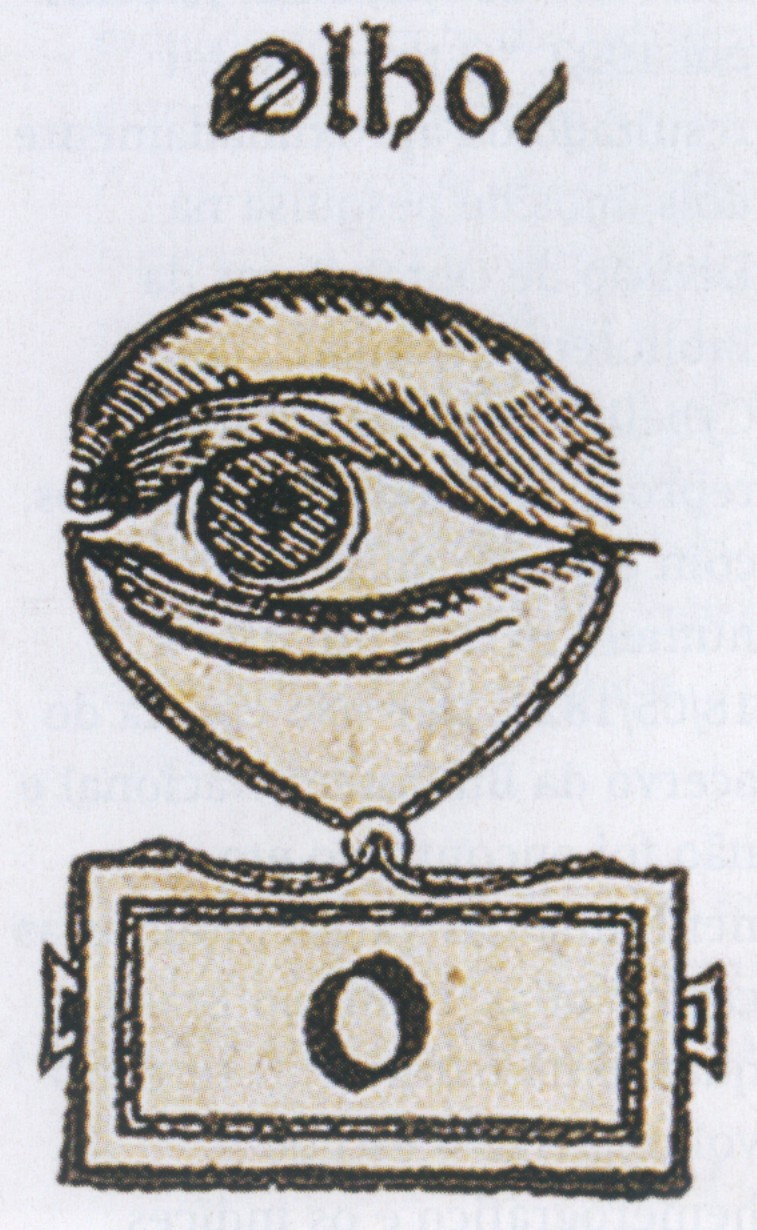
Буква O, "Olho"
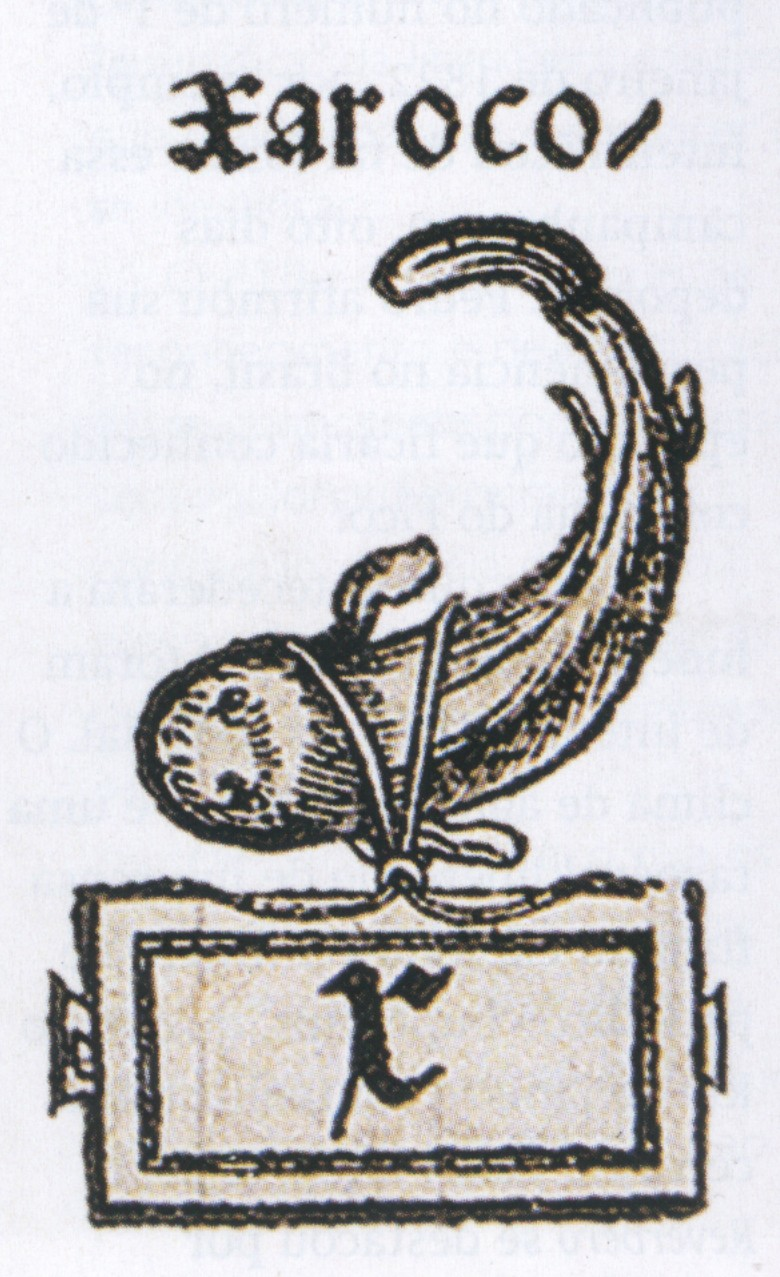
Буква X, "Xaroco"

## Азия
Жуан де Барруш начал и успел написать почти четыре тома «Декад» (декалогии) «Азия Жуана де Барруша: деяния, совершённые португальцами при открытии и завоевании морей и земель Востока» (Ásia de Ioam de Barros, dos feitos que os Portuguezes fizeram na conquista e descobrimento dos mares e terras do Oriente), в которых детально осветил историю португальских плаваний и колониальной экспансии начиная со времен Генриха Мореплавателя, в Атлантическом океане, у побережья Африки и в Азии от Аравии до Индонезии и Китая. Они также включали краткие историко-географические очерки посещённых португальцами стран, многие из которых были до того очень мало известны в Европе. Это произведение часто известно просто как «Декалогия Азии» (Décadas da Ásia).
Первые 3 «Декады» были опубликованы в 1552, 1553 и 1563 годах. Четвёртая «Декада», не законченная при жизни де Барруша, была завершена Жуаном Батиштой Лаваньей и опубликована в 1615 году. Историографическая работа была продолжена Диогу ду Коуту; в конце концов, всего было написано 12 «декад», которые были изданы, вместе с биографией Барруша и указателем (в отдельных томах) в 1778—1788 годах.

### Китай в «Декалогии» де Барруша

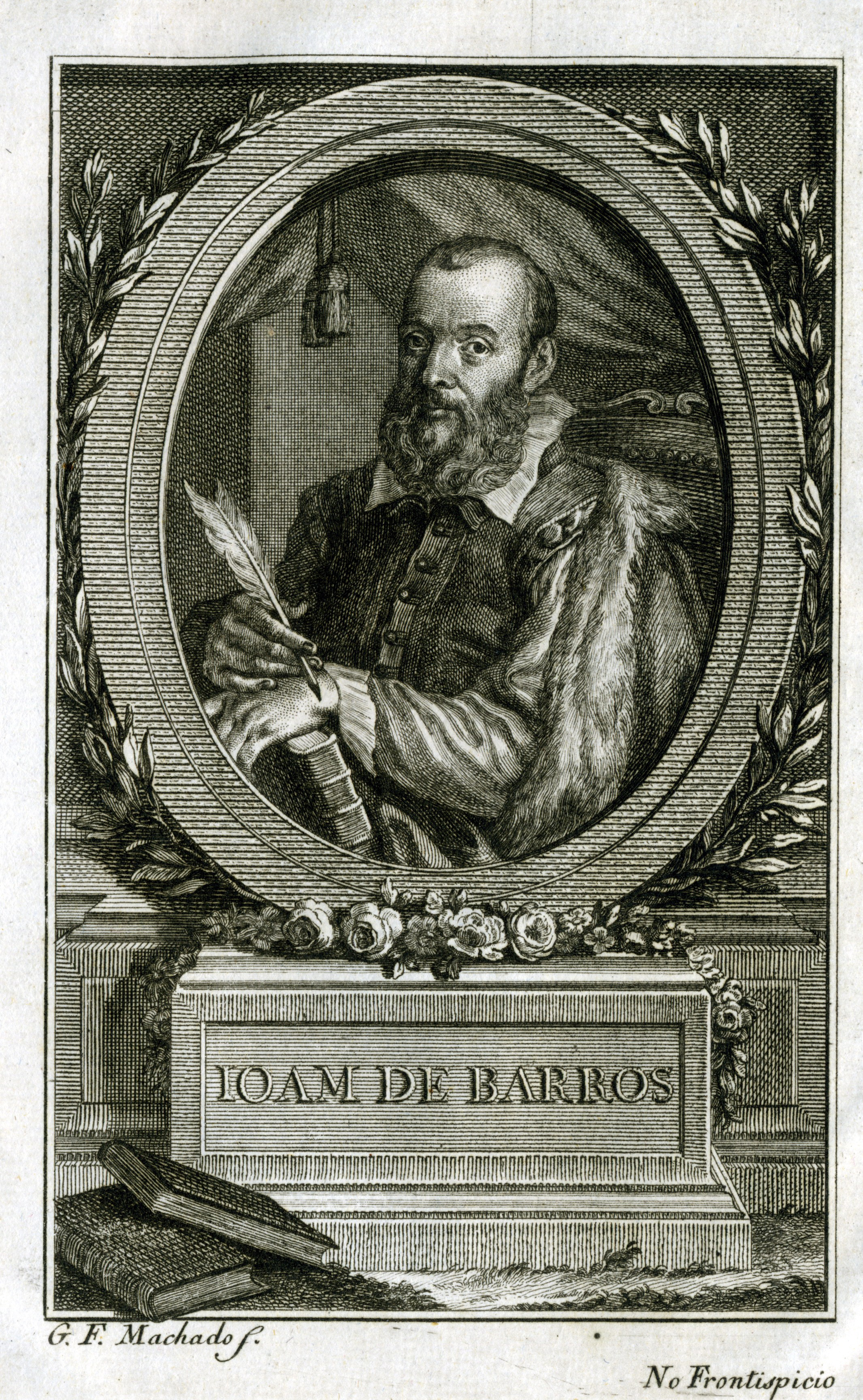
Жуан де Барруш

Хотя Китай занимает сравнительно небольшое место в «Декалогии» (по сравнению со странами Индийского океана), роль Барруша как «прото-китаиста» немаловажна. Дело в том, что португальцы весьма неохотно публиковали информацию, поступавшую от их мореплавателей, конкистадоров и дипломатов с Дальнего Востока, и до опубликования «Декалогии» Барруша и появившейся примерно в то же время «Истории открытия и завоевания Индии португальцами» Фернана Лопеша де Каштаньеды сравнимой информации о Китае в европейской литературе просто не существовало.
Хотя «Декалогия» Барруша не получила своевременной широкой известности за пределами Португалии, содержавшиеся в ней сведения о Китае вошли (часто почти дословно) в первые две европейские книги по Китаю, вышедшие вне Португалии, написанные (или, вернее, составленные) испанцами Эскаланте (1577) и Мендосой (1585). Обе испанские книги были вскоре переведены на другие языки, и вторая из них стала настоящим всеевропейским бестселлером.
Со страниц «Декалогии» встает образ Китая как великой страны: как в географическом плане (огромная страна, занимающая восточную оконечность континента, так же как «наша Европа» занимает его противоположную оконечность) так и в историческом и культурном (подобно грекам и римлянам).
Кроме детальных отчётов о визитах к китайским берегам португальских экспедиций (Фернан Пиреш де Андраде и др.), работа де Барруша содержит довольно информативный историко-географический очерк Китая (3-я «декада», книга II, глава VII, «В которой описывается земля Китай и рассказывается о некоторых тамошних вещах, и главным образом о городе Кантоне, который открыл Фернан Пиреш»), а также разрозненные упоминания о Китае в других частях этого труда (напр., мыс около «знаменитого города Нинбо» как самая восточная точка континентальной Азии, известная на тот момент португальцам). Как объясняет сам автор (в 1-й декаде, изданной в 1552 году, но написанной в основном уже к 1539 году), информация о местах, где португальцы ещё не побывали (то есть практически весь Китай за исключением его юго-восточного побережья), поступила из китайских источников:
Мы рассказываем об этом береге, неизвестном мореплавателям, и о всей внутренней части этой великой Провинции Китай, в таблицах нашей Географии, извлеченных из книги космография китайцев, напечатанной ими и содержащей полное описание географии страны по типу маршрутного путеводителя, привезённую нами оттуда, и объяснённую (переведенную) китайцем, который у нас для этого есть.
Оригинальный текст (порт.)Da qual costa não sabida dos navegantes damos demonstração, e de todo o interior desta grande Provincia da China, em as Taboas da nossa Geografia, tiradas de hum livro de Cosmografia dos Chijs impresso per elles, com toda a situação da terra em modo de Itinerario, que nos foi de lá trazido, e interpretado per hum Chij, que pera isso houvemos.
Этот же путеводитель, и другие географические книги и карты, сведения из которых переводились для де Барруша тем же китайцем, описываются и в 3-й «декаде».
Как догадываются современные историки, образованный китаец, который помог де Баррушу извлекать информацию из китайской литературы, мог быть пленён португальскими торговцами-пиратами во время одного из их рейдов на китайское побережье, привезен в Португалию, и был там куплен де Баррушем. По мнению Д. Мунджелло, это был первый документально засвидетельствованный случай присутствия китайца в Европе.
На основе этих источников Барруш сообщает читателю немало верных сведений о внутреннем Китае, где европейцы не бывали со времен монгольского ига (эпоха Марко Поло): названия и расположение 15 провинций, на которые делилась страна в минскую эпоху; Великая стена и непрерывные войны с «татарами» (монголами) к северу от неё. Он перечисляет наименования и роли ряда должностей минского государственного аппарата, и объясняет принцип, по которому гражданских чиновников назначают не в их родную провинцию, а гарнизонных же командиров, наоборот, как правило назначают из местных.
Барруш сравнивает китайскую религию (о которой — или, точнее, которых — он имел лишь приблизительные сведения) с религией древних греков и римлян. Он обсуждает (и, вероятно, несколько преувеличивает) китайское культурное влияние в соседних странах (как в Юго-восточной Азии, так и в Индии), объясняя его прошлыми завоеваниями китайцев в этих регионах, как по суше, так и по морю. По его мнению, покинув Индию, китайцы были гораздо более дальновидны, нежели греки, карфагеняне или римляне, которые, завоевывая чужие страны, в конечном счете потеряли свою.
Интерес представляет рассказ Барруша о китайских мерах измерения расстояния (в контексте путешествий по стране), который был позднее позаимствован без больших изменений Эскаланте и Мендосой. Согласно Баррушу, для измерения длины пути использовались 3 единицы, которые он сопоставляет с иберийскими стадией, лигой и «днем пути» (jornada). Первая из них была хорошо известная ли (lij у Барруша), которую он описал как расстояние, на котором в тихий день можно услышать крик человека (что оставалось популярным в народе определением этой меры длины даже в XIX веке).
Барруш затем утверждает, что 10 ли составляет одно pú, сравнимое с испанской лигой. Хотя подобная единица и не входит в стандартный набор традиционных китайских мер длины, она однако упоминается некоторыми авторами XIX века. Так, справочник 1863 года содержит информацию, что в Гуандуне «участок (bu, 部) пути» в 10 ли использовался как традиционная мера расстояния (и было стандартным расстоянием между сторожевыми постами).
С той же единицей (pau, в их транскрипции) встретились и британские миссионеры в Фуцзяне. Некоторые словари и по сей день дают （видимо, устаревшее) значение «10 ли» для 甫 (fǔ, pù, pǔ) или 鋪
Третья «единица» Барруша, ychan в 100 ли, соответствует одному дню пути. Надо полагать, ychan Барруша — это «一站» (yi zhan) — буквально, «одна станция/остановка»; в документах минской эпохи 站 (zhan) действительно мог использоваться как «день пути» (при сухопутных путешествиях). Согласно авторам XIX века, день пути в Китае нередко действительно считался как 100 ли, невзирая на фактическую длину.

## Смерть
В январе 1568 года перенес инсульт и был освобожден от обязанностей в Доме Индии, получив титул дворянства короля Тэнсея и короля Дона Себастьяна. Умер на своей ферме Сан Лоуренсу в Алитеме, Помбал, 20 октября 1570 года в самом полном страдании, имея так много долгов, что его дети отказались от его воли.

## Память о писателе

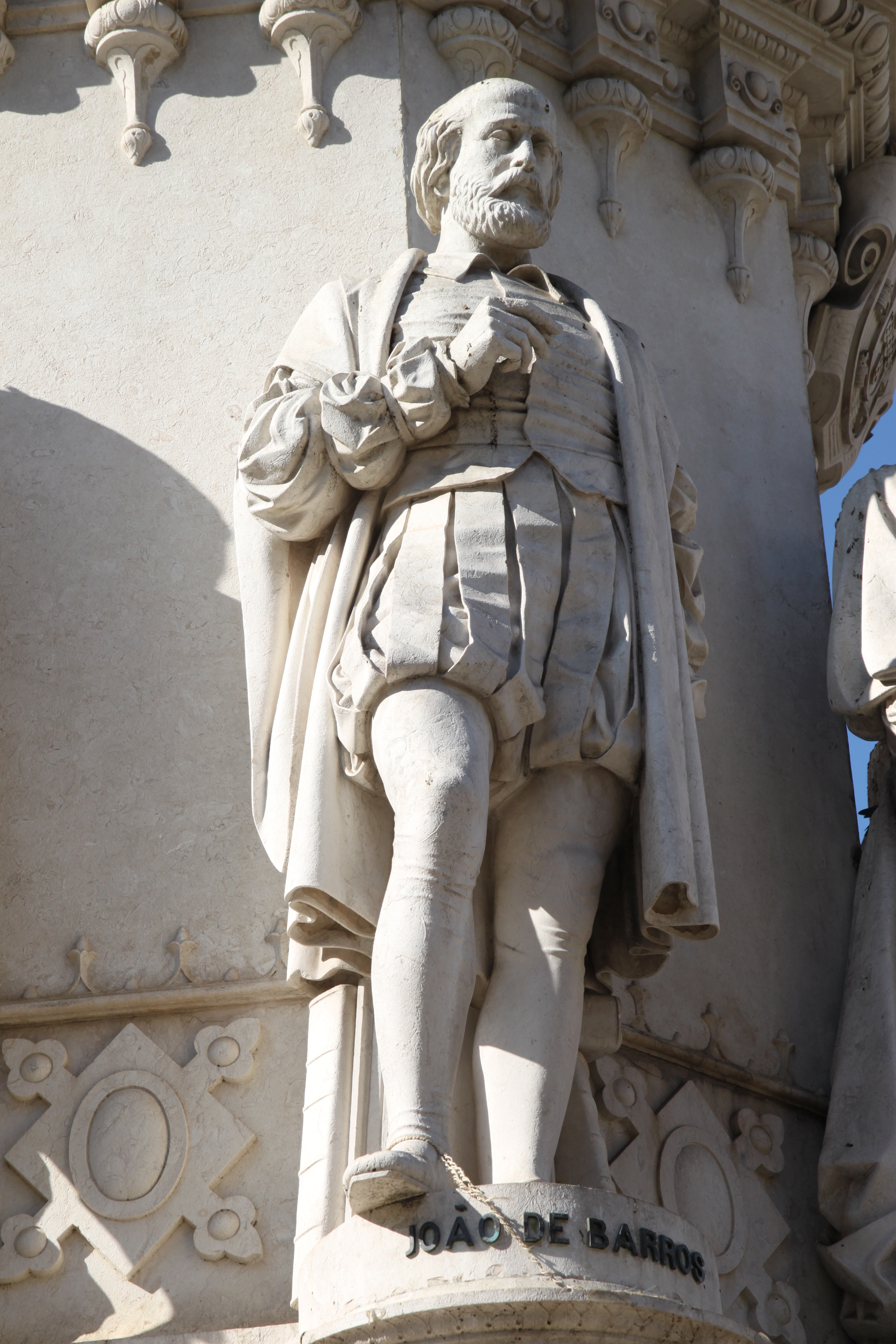
Скульптура Жуана де Барруша на пьедестале памятника Камоэнсу в Лиссабоне, 1867

В июне 1867 года в Лиссабоне был открыт памятник к 300-летию Луиша де Камоэнса, выполненный скульптором Виктором Бастосом. Памятник представляет собой четырёхметровую фигуру поэта из бронзы, стоящую на восьмиугольном пьедестале в окружении восьми статуй высотой в 2,4 метра. Скульптуры на пьедестале установлены в честь выдающихся деятелей науки, культуры и литературы Португалии XV и XVI веков, среди которых: историк и летописец Фернан Лопеш, космограф Педру Нунеш, летописец Гомеш Эанеш де Азурара, историки Жуан де Барруш и Фернан Лопеш де Каштаньеда, поэты Вашку Моузинью де Кебеду, Жерониму Корте Реал и Франсишку де Са де Менезеш.
Жуан де Барруш — один из деятелей, увековеченных на лиссабонском Монументе открытий, открытом в 1960 году.